# كليمنت إدواردز
كليمنت إدواردز (بالإنجليزية: Clement Edwards)‏ هو نقابي ومحامي وسياسي بريطاني (وحمل سابقاً جنسية المملكة المتحدة لبريطانيا العظمى وأيرلندا)، ولد في 7 يونيو 1869 في المملكة المتحدة، وتوفي في 23 يونيو 1938 في المملكة المتحدة. حزبياً، نشط في الحزب الليبرالي. في الانتخابات العامة في المملكة المتحدة 1906 ‏، انتخب عضو برلمان المملكة المتحدة الـ28 عن دائرة Denbigh Boroughs (UK Parliament constituency) ‏ (12 يناير 1906 – 10 يناير 1910) وفي الانتخابات العمومية البريطانية في ديسمبر 1910 ‏، انتخب عضو برلمان المملكة المتحدة الـ30 عن دائرة East Glamorganshire (UK Parliament constituency) ‏ (3 ديسمبر 1910 – 25 نوفمبر 1918) وفي الانتخابات العمومية البريطانية 1918 ‏، انتخب عضو برلمان المملكة المتحدة الـ31 عن دائرة East Ham South (UK Parliament constituency) ‏ (14 ديسمبر 1918 – 26 أكتوبر 1922).